# Daniel Friedrich Hecht
Daniel Friedrich Hecht (* 8. Juli 1777 in Sosa; † 30. März 1833 in Freiberg) war ein deutscher Mathematiker und Markscheider.

## Leben
Als Sohn des Pfarrers Christian Heinrich Hecht kam er in Sosa zur Welt. Von 1792 bis 1798 besuchte er das Lyzeum in Schneeberg, danach studierte er Jura, Philosophie, Kameralistik und Mathematik an der Universität Wittenberg. Nach dem Tod seines Vaters, der seine Studien finanzierte, ging er 1801 in seine Heimat zurück, arbeitete als Bergmann und besuchte bis 1803 die Bergschule Johanngeorgenstadt. Ein Stipendium, das ihm auf Empfehlung des Bergamtes Johanngeorgenstadt gewährt wurde, ermöglichte ihm 1803 ein Studium an der Bergakademie Freiberg, das er 1807 abschloss.
Hecht wirkte nach seinem Studium als Schichtmeister sowie (ab 1813) als Lehrer an der Freiberger Bergschule. Im Jahr 1816 wurde er an der Bergakademie (neben Friedrich Gottlieb von Busse) zum Zweiten Professor für Mathematik berufen. Er gab Vorlesungen über elementare und angewandte Mathematik und (ab 1817) über theoretische Markscheidekunst. Nach von Busses Emeritierung im Jahr 1826 wurde Hecht Erster Professor. Er gab die Vorlesungen zur Elementarmathematik ab und übernahm dafür Bergmaschinenlehre. Aus gesundheitlichen Gründen stellte Hecht 1832 seine Vorlesungstätigkeit ein. Er starb 55-jährig in Freiberg.

## Veröffentlichungen (Auswahl)
- Lehrbuch der Arithmetik und Geometrie
  - Erster Cursus: Die allgemeine Arithmetik. 1812 (Digitalisat)
  - Zweyter Cursus: Die allgemeine Arithmetik, die gemeine Geometrie und Trigonometrie. 1814 (Digitalisat)
- Erste Gründe der mechanischen Wissenschaften. 1819 (Digitalisat)
- Tafel zur Berechnung der Längen und Breiten für die Sohle = 1. 1819 (Digitalisat)
- Beispiele und Aufgaben aus der allgemeinen Arithmetik und gemeinen Geometrie. 1824 (Digitalisat)
- Von den quadratischen und kubischen Gleichungen, von den Kegelschnitten, und von den ersten Gründen der Differential- und Integral-Rechnung. 1824 (Digitalisat)
- Einfache Construction zur Bestimmung der Kreuzlinie zweyer Gänge, nebst einer Anweisung, um mit Hülfte der Kreuzlinie einen verworffnen Gang wieder aufzusuchen. 1825 (Digitalisat)
- Lehrbuch der Markscheidekunst. 1829 (Digitalisat)